# Arena Brno
Die Arena Brno (Eigenschreibweise: ARENA BRNO) ist eine im Bau befindliche Mehrzweckhalle im Stadtteil Pisárky der tschechischen Großstadt Brünn (tschechisch Brno). Die Veranstaltungshalle soll maximal 13.300 Plätze (mit Innenraumnutzung) bieten. Zu Eishockeyspielen werden es 12.714 Plätze sein. Als ein Hauptmieter wird der Eishockeyclub HC Kometa Brno die Spielstätte nutzen.

## Geschichte
Am 20. Februar 2019 wurde der Bau der Halle beschlossen. Die Erteilung der Baugenehmigung folgte am 19. Juni 2021. Im Dezember des Jahres startete das Vergabeverfahren. Vier Bauunternehmen reichten bis zur Frist am 25. April 2022 ihre Angebote ein. Der finanzielle Rahmen der Ausschreibung lag zu der Zeit bei 3,7 bis vier Mrd. Kronen. Das Auswahlverfahren dauerte bis zum Oktober 2022 an. Der Gewinner war die tschechische Tochtergesellschaft des Bauunternehmens Hochtief (Hochtief CZ a. s.). Am 17. Januar 2023 unterzeichneten Markéta Vaňková, Bürgermeisterin von Brünn, und Vertreter von Hochtief CZ den Vertrag für den Bau der Arena. Hochtief CZ will den Bau für 4.444.444.444,44 Kronen (rund 186,4 Mio. Euro, ohne Mehrwertsteuer) durchführen. Für die Errichtung bis zur Übergabe besteht eine Frist von 30 Monate.
Der Beginn der Bauarbeiten war für 2023 geplant. Als Standort wurde eine Fläche im Westen des Messegeländes Brünn neben dem Pavillon Z ausgewählt. Die Arena Brno soll für Sport, Konzert und Kultur (Musical, Theater, Stand-up-Comedy), Tagungen, Ausstellungen, Familien- und Eisshows sowie weiteren Veranstaltungen multifunktional genutzt werden. Um die Halle sind rund 1300 Parkplätze geplant. Der Entwurf mit einem ovalen Grundriss ist eine gemeinsame Arbeit der Architekturbüros A PLUS und Arch.Design. Die Halle soll 152 m lang und 109 m breit sein. Die Höhe ist mit 29,5 m geplant. Markantestes Merkmal ist die gläserne Fassade mit horizontalen Lamellen aus gebürsteten Edelstahllackblechen. Sie soll u. a. für verschiedenste Sportarten wie Eishockey, Handball, Futsal, Tennis, Volleyball, Basketball, Kampfkunst, Minifußball oder Boxen ausgestattet sein und eine deutlich höhere Zuschauerkapazität gegenüber der Winning Group Arena von 1982 mit 7700 Sitzplätzen bieten. Es soll ein schneller Umbau zwischen den Veranstaltungen, ohne bauliche Veränderungen, möglich sein. Bisher fehlt in der Stadt eine Veranstaltungshalle mit 10.000 Plätzen. Mit einer modernen Halle bietet sich die Möglichkeit zur Ausrichtung von Welt- oder Europameisterschaften und weiteren hochklassigen Sportereignissen. Des Weiteren werden Logen, Gastronomie, Ladengeschäfte und weitere Dienstleistungen zur Verfügung stehen.
Betrieben wird die Halle von der städtischen Gesellschaft ARENA BRNO a. s. Wichtig für den Bau war die Zustimmung der Europäischen Kommission zur Genehmigung der öffentlichen Unterstützung des Projekts, da ohne Zustimmung keine Zahlungen für das Baugrundstück hätten getätigt werden können. Das Grundstück wurde von der Betreibergesellschaft ARENA BRNO a. s. vom Eigentümer des Messegeländes erworben. Die Verhandlungen über die Bedingungen der bereitgestellten Finanzierung sollten noch vor Jahresende 2022 abgeschlossen werden.
Neben der Stadt Brünn beteiligen sich die Südmährische Region mit 200 Mio. Kronen und die Národní sportovní agentura (deutsch Nationale Sportagentur, 300 Mio. Kronen) an der Finanzierung. Die Zusage für einen Kredit der Národní rozvojová banka (deutsch Nationale Entwicklungsbank) über eine Mrd. Kronen liegt vor.
Die Europäische Kommission hat der Notifizierung der Multifunktionshalle zugestimmt. Die Stadtverwaltung von Brünn wurde am 13. August 2023 darüber informiert, dass die Europäische Kommission eine öffentliche Förderung in Höhe von 204 Mio. Euro für den Bau der Halle genehmigt hat.
Am 18. September 2023 wurde mit der Grundsteinlegung, u. a. in Anwesenheit der beiden aus Brünn stammenden Bürgermeisterin Markéta Vaňková und Petr Fiala, dem tschechischen Ministerpräsident, der Bau der Arena begonnen. Als Bauzeit sind 33 Monate angesetzt. Der Auftragnehmer Hochtief CZ will die Arena für 4,4 Milliarden Kronen bauen. Mittlerweile schätzt die Stadt die Kosten 5,76 Mrd. Kronen. Dabei sind eine Mrd. Kronen als Reserve enthalten.
Im Frühjahr 2024 erhielt Tschechien zusammen mit Polen, Rumänien, der Slowakei und Tschechien den Zuschlag für die im Dezember stattfindende Handball-Europameisterschaft der Frauen 2026. Auch die fünf Jahre später stattfindende Handball-Weltmeisterschaft der Frauen 2031 wird neben Polen in Tschechien ausgetragen. Bei beiden Turnieren ist die Arena Brno als Spielort vorgesehen.
Am 12. Mai 2025 begann die Montage der ersten Teile der Dachkonstruktion.

### Maße und Kapazitäten
- Konzert:
  - 9700 Sitzplätze – 13.300 Plätze (maximal, mit Innenraumnutzung)[18]
- Eishockey:
  - Spielfeld: 60 × 26 m (IIHF-Standard) – 12.714 Plätze
- Eisshows:
  - Eisfläche: 60 × 26 m – 12.714 Plätze
- Basketball:
  - Spielfeld: 28 × 15 m (FIBA-Standard) – Gesamt: 32 × 19 m  – 12.017 Plätze
- Tennis:
  - Spielfeld: 23,77 × 10,97 m (ITF-Standard) – Gesamt: 36,57 × 18,29 m – 12.017 Plätze
- Futsal:
  - Spielfeld: 42 × 25 m (FIFA-Standard) – 12.017 Plätze
- Volleyball:
  - Spielfeld: 18 × 9 m (FIVB-Standard) – Gesamt: 31 × 19 m – 12.017 Plätze
- Boxen:
  - Ring: 6,1 × 6,1 m (IBA-Standard) – Gesamt: 7,8 × 7,8 m – 12.017 Plätze
- Minifußball:
  - Spielfeld: 46 × 26 m (WMF-Standard) – Gesamt: 52 × 34 m – 10.961 Plätze
- Kampfkunst:
  - Matte: 10 × 10 m – Gesamt: 18 × 18 m – 9817 Plätze
- Kongress / Tagung:
  - 9700 Sitzplätze
- Musical, Klassikkonzert, Theater, Stand-up-Comedy, etc.
  - 9700 Sitzplätze
- Ausstellungsfläche:
  - 2555 m²